# 艾倫·金
艾倫·善·金（英語：Alan Sun Kim，2012年4月23日—），美國童星，因飾演電影夢想之地的大衛·李而廣受好評，並因此獲得英國電影學院獎最佳男配角提名。

## 生平
金出生於美國伊利諾伊州的芝加哥，但之後便與父母搬到加利福尼亞州的爾灣市。他說韓語為他的第一語言，且跆拳道為紫色帶。
7 歲時，金在2020年的電影夢想之地中扮演大衛·李／李志勳，他因此贏得了2021年評論家選擇電影獎最佳年輕演員，並被提名為英國電影學院獎最佳男配角，成為該類別最年輕的提名者之一。在參演夢想之地之前，他所做的唯一表演就是Pottery Barn的廣告。
2021年1月，宣布金將與艾希·費雪一起出演Latchkey Kids。2021年3月，宣布金將出演來自皇后區的奧卡菲娜諾拉的第二季，飾演年輕版的沃利，主角奧卡菲娜的父親。

## 參與作品

### 電影
| 年   | 名稱     | 角色               | 備註         |
| ---- | -------- | ------------------ | ------------ |
| 2020 | 夢想之地 | 大衛·李／李志勳    | 首次出演電影 |
| 2024 | 幻幻之交 | 班傑明（Benjamin） |              |
| TBA  | 鑰匙兒童 |                    | 製作中       |

### 電視劇
| 年   | 名稱                     | 角色 | 備註       |
| ---- | ------------------------ | ---- | ---------- |
| 2021 | 來自皇后區的奧卡菲娜諾拉 | 沃利 | 參演第二季 |

## 外部連結
- 艾倫·金在互联网电影资料库（IMDb）上的資料（英文）